# Celui qui s'en va
Celui qui s'en va, est une chanson de Damia, créée en 1936.
Les paroles de cette java sont écrites par Charles Richter ; la musique est composée par Tiarko Richepin.